# Exosphaeroma antikraussi
Exosphaeroma antikraussi är en kräftdjursart som beskrevs av Barnard 1940. Exosphaeroma antikraussi ingår i släktet Exosphaeroma och familjen klotkräftor. Inga underarter finns listade i Catalogue of Life.